# Павликенска духовна околия
Павликенската духовна околия е околия и ариерейско наместничество с център град Павликени, част от Великотърновската епархия на Българската православна църква.

## Храмове
- с. Аспарухово – енория – прот. Християн Боянов Стефанов – GSM 0884181068.
- с. Батак – „Св. Йоан Рилски“ – архим. Георгий /Георги/ Цветанов Сотиров – тел. 0610/ 5 27 56; GSM 0896687417.
- с. Бутово – „Св. Димитър“ – архим. Георгий /Георги/ Цветанов Сотиров – тел. 0610/ 5 27 56; GSM 0896687417.
- с. Бяла река – „Св. Димитър“ – архим. Георгий /Георги/ Цветанов Сотиров – тел. 0610/ 5 27 56; GSM 0896687417.
- гр. Бяла Черква – „Св. Димитър“ – архим. Георгий /Георги/ Цветанов Сотиров – тел. 0610/5 27 56; GSM 0896687417.
- с. Варана – „Св. Димитър“ – прот. Християн Боянов Стефанов- GSM 0884181068.
- с. Вишовград – „Св. пророк Илия“ – архим. Георгий /Георги/ Цветанов Сотиров – тел. 0610/5 27 56; GSM 0896687417.
- с. Водолей – „Св. Димитър“ – архим. Георгий /Георги/ Цветанов Сотиров – тел. 0610/ 5 27 56; GSM 0896687417.
- с. Върбовка – „Св.архангел Михаил“ – архим. Георгий /Георги/ Цветанов Сотиров – тел. 0610/ 5 27 56; GSM 0896687417.
- с. Горна Липница – „Св. Димитър“ – архим. Георгий /Георги/ Цветанов Сотиров – тел. 0610/5 27 56; GSM 0896687417.
- с. Горна Студена – „Св. Димитър“ – иером. Василий /Венелин/ Борисов Панчев- тел. 0610/ 60 – 00.
- с. Горско Сливово-„Св. Георги“ – прот. Християн Боянов Стефанов- – GSM 0884181068.
- с. Градище -„Св. Николай“ – архим. Георгий /Георги/ Цветанов Сотиров – тел. 0610/5 27 56; GSM 0896687417.
- с. Димча – „Успение Богородично“ – архим. Георгий /Георги/ Цветанов Сотиров – тел. 0610/5 27 56; GSM 0896687417.
- с. Дичин – „Св. Параскева“ – архим. Георгий /Георги/ Цветанов Сотиров – тел. 0610/5 27 56; GSM 0896687417.
- с. Долна Липница – „Св. Николай“ – архим. Георгий /Георги/ Цветанов Сотиров – тел. 0610/5 27 56; GSM 0896687417.
- с. Дъскот – „Св. Йоан Рилски“ – архим. Георгий /Георги/ Цветанов Сотиров – тел. 0610/5 27 56; GSM 0896687417.
- с. Емен -„Св. Архангел Михаил“ – архим. Георгий /Георги/ Цветанов Сотиров – тел. 0610/5 27 56; GSM 0896687417.
- с. Караисен -„Св. Параскева“ – архим. Георгий /Георги/ Цветанов Сотиров – тел. 0610/5 27 56; GSM 0896687417.
- с. Крамолин – „Св. Възнесение Господне“ – архим. Георгий /Георги/ Цветанов Сотиров – тел. 0610/5 27 56; GSM 0896687417.
- с. Красно Градище – „Св. Възнесение“ – архим. Георгий /Георги/ Цветанов Сотиров – тел. 0610/5 27 56; GSM 0896687417.
- гр. Левски – „Св. Параскева“ – прот. Християн Боянов Стефанов – GSM 0884181068.
- с. Лесичери – „Св. архангел Михаил“ – архим. Георгий /Георги/ Цветанов Сотиров – тел. 0610/5 27 56; GSM 0896687417.
- с. Малчика – „Св. архангел Михаил“ – прот. Християн Боянов Стефанов- GSM 0884181068.
- с. Михалци – „Успение Богородично“ – свещ. Герасим /Ганчо/ Иванов Ганчев- тел.0610/ 40 00; GSM 0878404275.
- с. Мусина – „Св. Параскева“ – архим. Георгий /Георги/ Цветанов Сотиров – тел. 0610/5 27 56; GSM 0896687417.
- с. Недан – „Св.архангел Михаил“ – архим. Георгий /Георги/ Цветанов Сотиров – тел. 0610/5 27 56; GSM 0896687417.
- гр. Павликени – „Рождество Богородично“ – архим. Георгий /Георги/ Цветанов Сотиров – тел. 0610/5 27 56; GSM 0896687417.
- с. Паскалевец – „Св.архангел Михаил“ – архим. Георгий /Георги/ Цветанов Сотиров – тел. 0610/5 27 56; GSM 0896687417.
- с. Патреш – „Св. Параскева“ – архим. Георгий /Георги/ Цветанов Сотиров – тел. 0610/5 27 56; GSM 0896687417.
- с. Русаля – „Въведение Богородично“ – архим. Георгий /Георги/ Цветанов Сотиров – тел. 0610/5 27 56; GSM 0896687417.
- с. Батак – „Св. Йоан Рилски“ – архим. Георгий /Георги/ Цветанов Сотиров – тел. 0610/5 27 56; GSM 0896687417.
- с. Сломер – „Св. Йоан Рилски“ – архим. Георгий /Георги/ Цветанов Сотиров – тел. 0610/5 27 56; GSM 0896687417.
- с. Стамболово – „Св. Димитър“ – архим. Георгий /Георги/ Цветанов Сотиров – тел. 0610/5 27 56; GSM 0896687417.
- гр. Сухиндол – „Св. ап. Петър и Павел“- архим. Георгий /Георги/ Цветанов Сотиров – тел. 0610/5 27 56; GSM 0896687417.*